# (15496) 1999 DQ3
1999 دي كيو 3 (ويعرف أيضًا باسم (15496) 1999 دي كيو 3 وفق تسمية الكوكب الصغير) (بالإنجليزية: 1999 DQ3)‏ هو كويكب ضمن حزام الكويكبات؛ وترتيبه 15496 من حيث الاكتشاف.
اكتُشف هذا الجُرم الفلكي بواسطة تاكيشي أوراتا ‏ في 20 فبراير 1999.

## وصلات خارجية
- (15496) 1999 DQ3 في قاعدة بيانات مختبر الدفع النفاث لأجرام النظام الشمسي الصغيرة

- الاكتشاف · مخطط المدار ·  العناصر المدارية · المعلمات المادية

- (15496) 1999 DQ3 على موقع ويكي سكاي: DSS2, SDSS, GALEX, IRAS, Hydrogen α, X-Ray, Astrophoto, Sky Map, Articles and images